# Lawrie Sanchez
Lawrence Robert Sánchez, más conocido como Lawrie Sánchez (Lambeth, Gran Londres, Inglaterra, 22 de octubre de 1959), es un entrenador de fútbol norirlandés ecuatoriano que es actualmente entrenador del Barnet Football Club del Football League Two en Inglaterra. Era entrenador de la Selección de fútbol de Irlanda del Norte y del Fulham Football Club en la Premier League. En su carrera como futbolista ganó el FA Cup con el Wimbledon Football Club en 1988.

## Carrera como futbolista

### Con clubes
Sánchez nació en Lambeth, Gran Londres, el 22 de octubre de 1959. Es hijo de un padre ecuatoriano y una madre norirlandesa. Su primer club fue el Reading Football Club de 1978 hasta 1984, cuando juntó el Wimbledon Football Club para 20.000£. En la temporada de 1985-86, él marcó un gol contra el Huddersfield Town que ganó el Football League Championship. Sánchez marcó también el único gol de la final del FA Cup de 1988, para Wimbledon contra el campeón de la liga, el Liverpool FC. El 2 de marzo de 1994 Sánchez dejó del Wimbledon para el Swindon Town Football Club. Jugó tres partidos para Swindon que fue relegado. En 1994 era jugador-entrenador del club irlandés el Sligo Rovers Football Club.

### Internacional
Sánchez jugó su primer partido con la Selección de Irlanda del Norte el 12 de noviembre de 1986, contra Turquía en calificación para Euro 1988. Sus otros partidos fueron dos en calificación para el Copa Mundial de 1990 en 1989 contra España y Malta.

## Carrera como entrenador
Comenzó como entrenador del Wycombe Wanderers Football Club en Football League Two el 5 de febrero de 1999 y ayudó el club a evitar relegación. Wycombe perdió 2-1 su semifinal del FA Cup de 2001 contra el Liverpool Football Club, el 8 de abril en Villa Park. Sánchez fue despedido del Wycombe el 30 de septiembre de 2003.
Era el entrenador de la Selección Norirlandesa en calificación para el Copa Mundial de 2006. El 7 de septiembre de 2005 su equipo ganó contra Inglaterra para la primera vez desde 1972 con un gol por David Healy. En calaficacion para Euro 2008, Healy marcó una tripleta cuando Irlanda del Norte ganó 3-2 contra España.
Sánchez reemplazó Chris Coleman como entrenador del Fulham Football Club de la Premier League el 10 de abril de 2007. Debido a las reglas de la liga, tuvo que dejar de su trabajo con la Selección norirlandesa el 11 de mayo. Fue despedido el 21 de diciembre cuando su equipo estuvo en el 18º puesto en la liga.
Desde el 13 de mayo de 2011 Sánchez es entrenador del Barnet Football Club en Football League Two.